# Johann Romano von Ringe

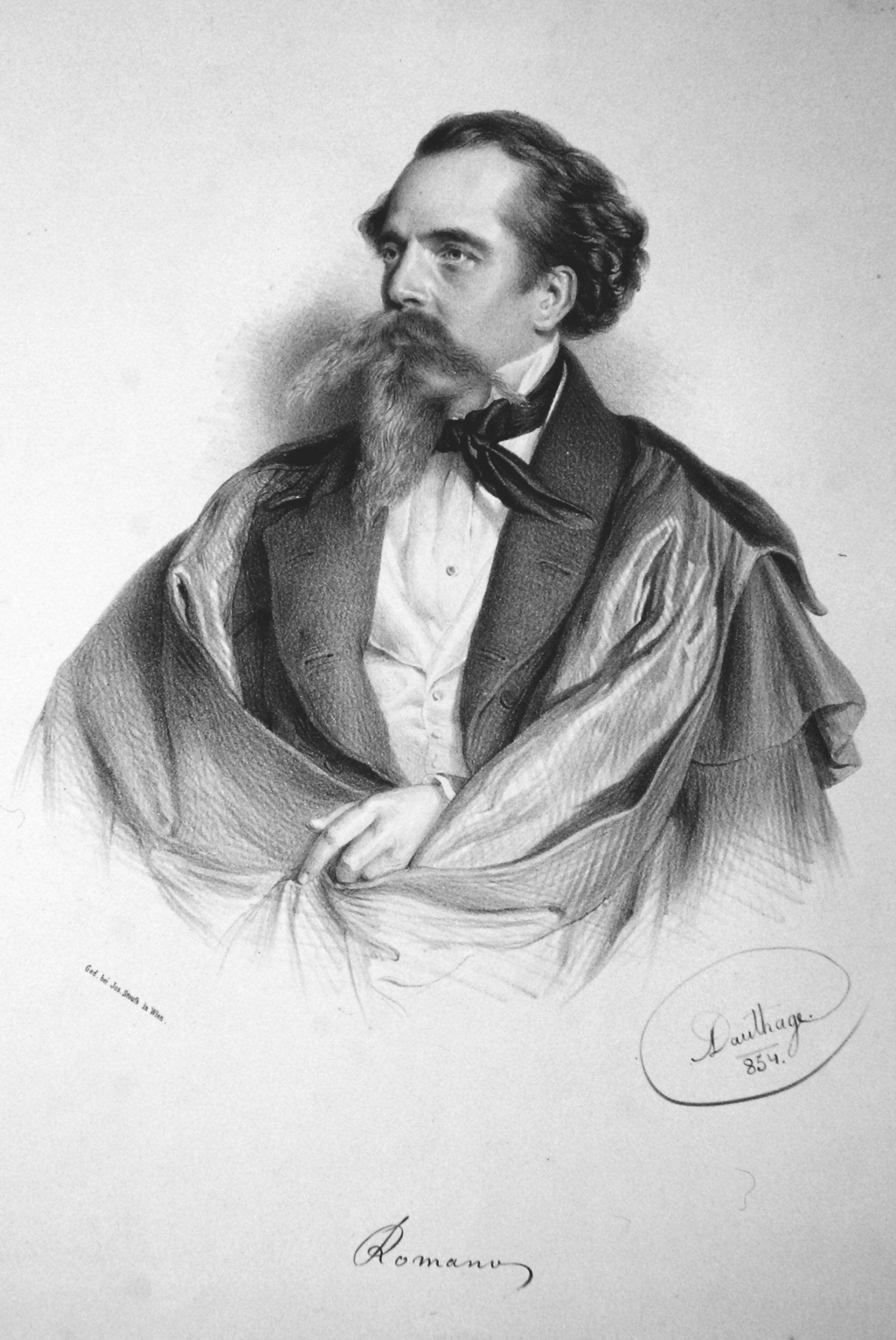
Johann Romano von Ringe, Lithographie von Adolf Dauthage, 1854

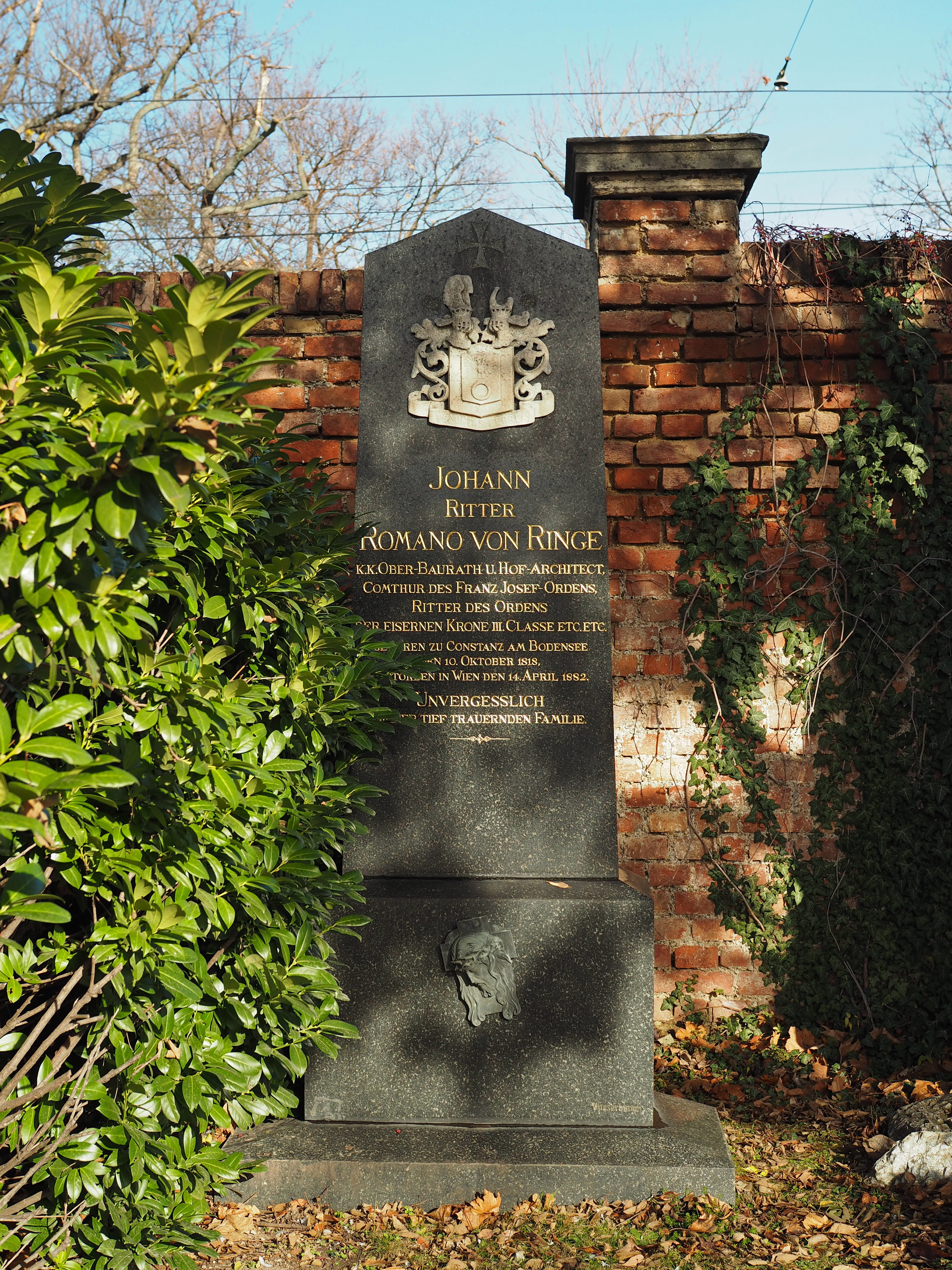
Grab von Johann Romano von Ringe

Johann Julius Romano, ab 1871 Romano von Ringe (* 10. Oktober 1818 in Konstanz; † 14. April 1882 in Wien) war k.u.k. Oberbaurat und Hofarchitekt in Wien.

## Leben
Romano von Ringe wuchs in Italien auf und studierte 1833/37 Architektur am Polytechnikum Wien, der heutigen Technischen Universität. 1837 wechselte er an die Akademie der bildenden Künste Wien. 1839/41 war er Assistent am Wiener Polytechnikum.
Er wurde von Fürst Metternich gefördert. Ab den 1840er Jahren arbeitete er intensiv mit August Schwendenwein von Lanauberg zusammen. Zu dieser Zeit spezialisierte sich Romano von Ringe vor allem auf Schloss- und gehobene Wohnarchitektur. Eines seiner ersten Werke ist die Villa Hügel in der Hietzinger Hauptstraße, die um 1840 für den Naturforscher und Reiseschriftsteller Karl Alexander von Hügel entworfen wurde. (Abgebrochen 1912)
Romano wurde 1866 zum Baurat und 1869 zum Oberbaurat ernannt. Am 17. Februar 1871 wurde er in Wien in den österreichischen Ritterstand mit der Namensmehrung „von Ringe“ nobilitiert.
Er ruht in einem Ehrengrab auf dem Wiener Zentralfriedhof (Gruppe 0, Reihe 1, Nummer 44). Im Jahr 1899 wurde in Wien-Brigittenau (20. Bezirk) die Romanogasse nach ihm benannt.

## Wichtige Bauten

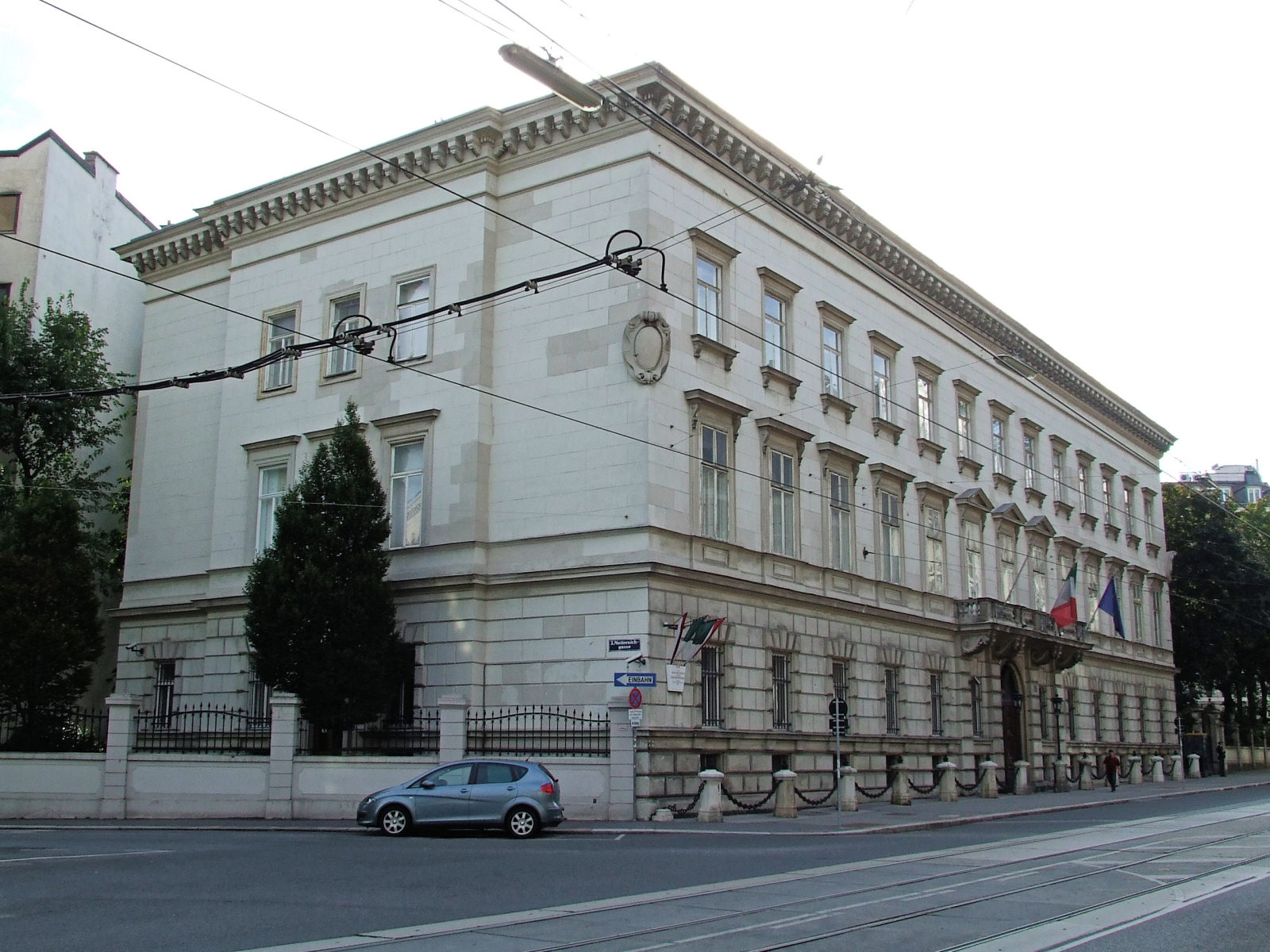
Palais Metternich
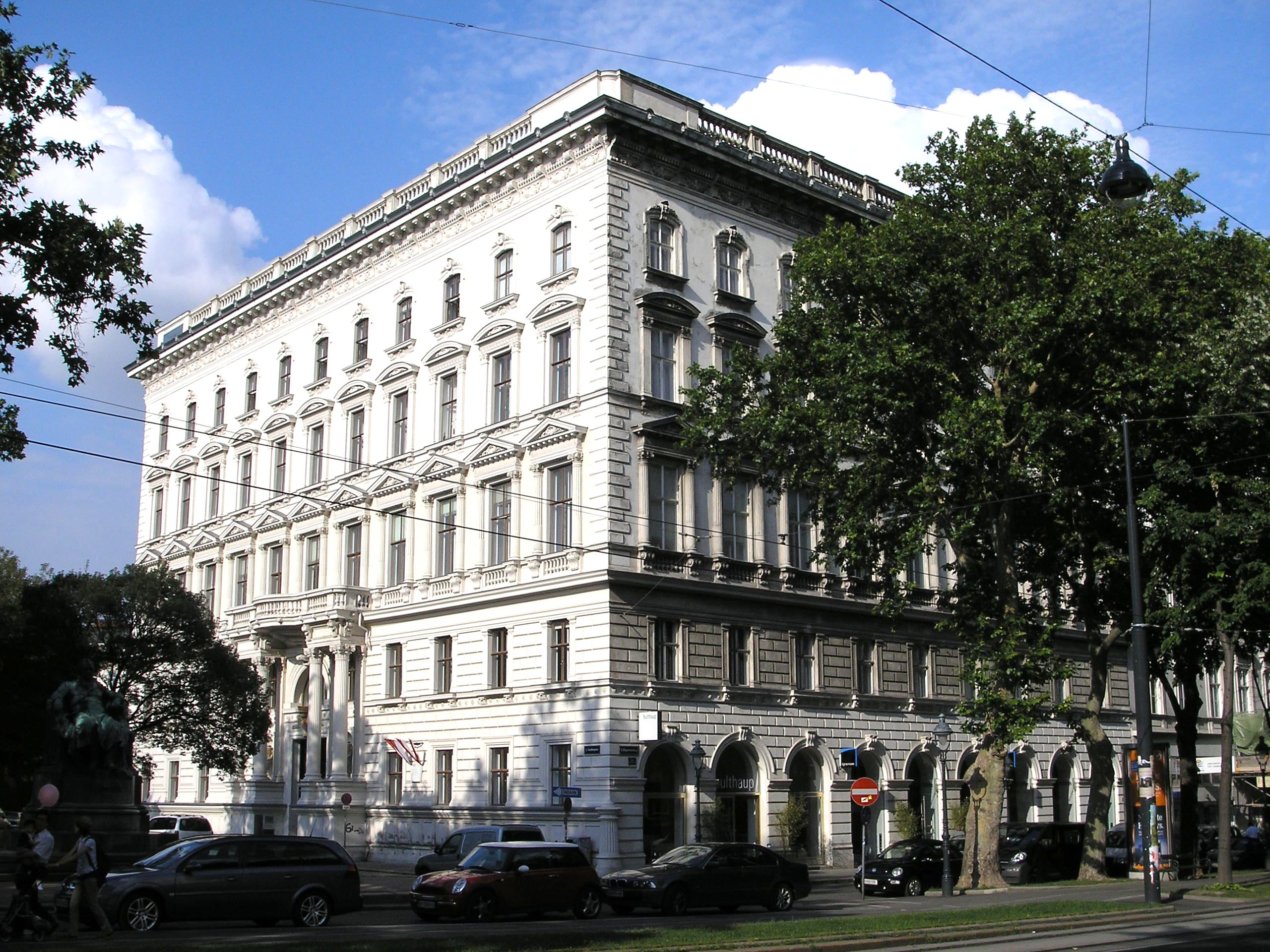
Palais Schey
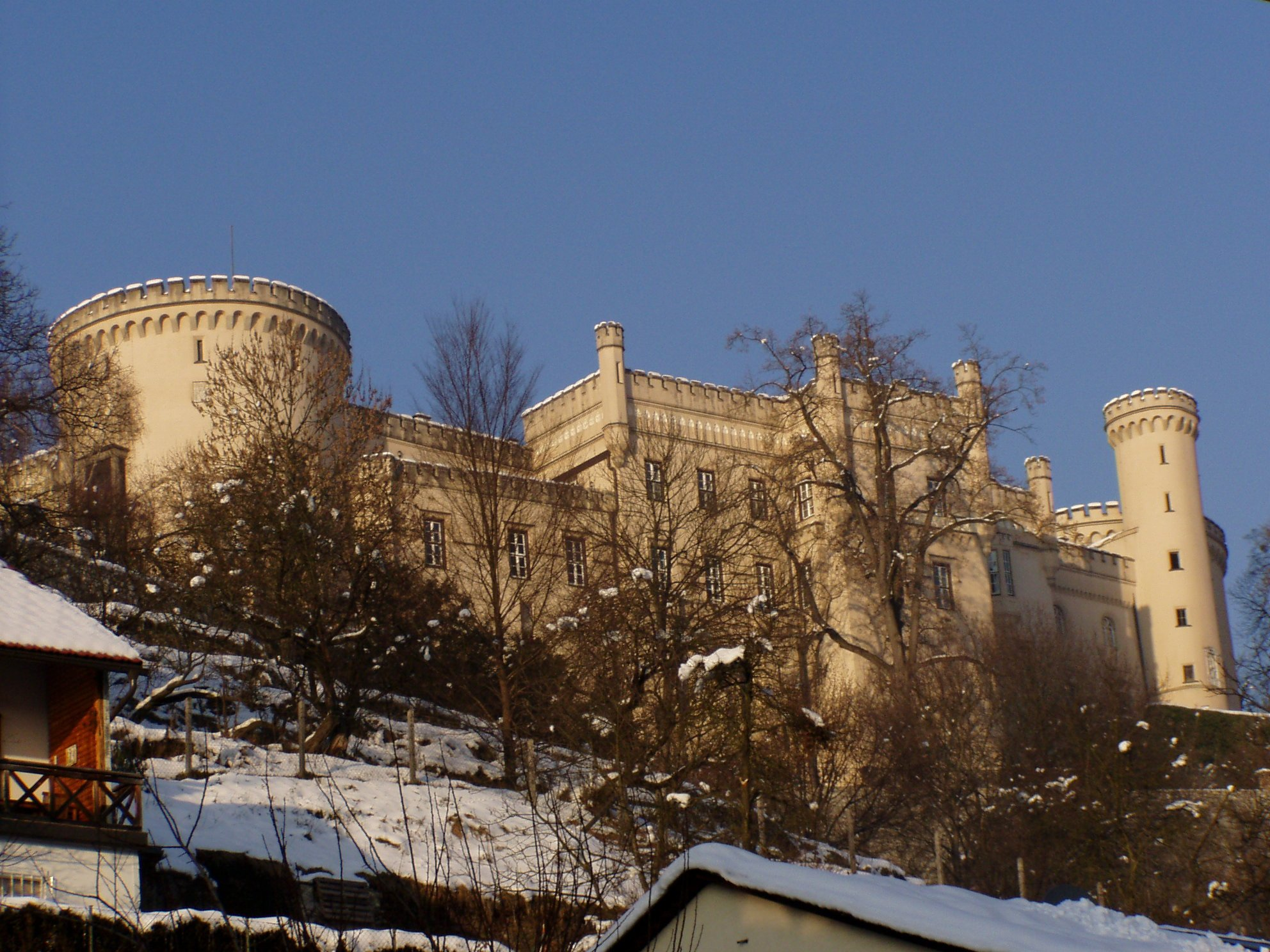
Schloss Wolfsberg
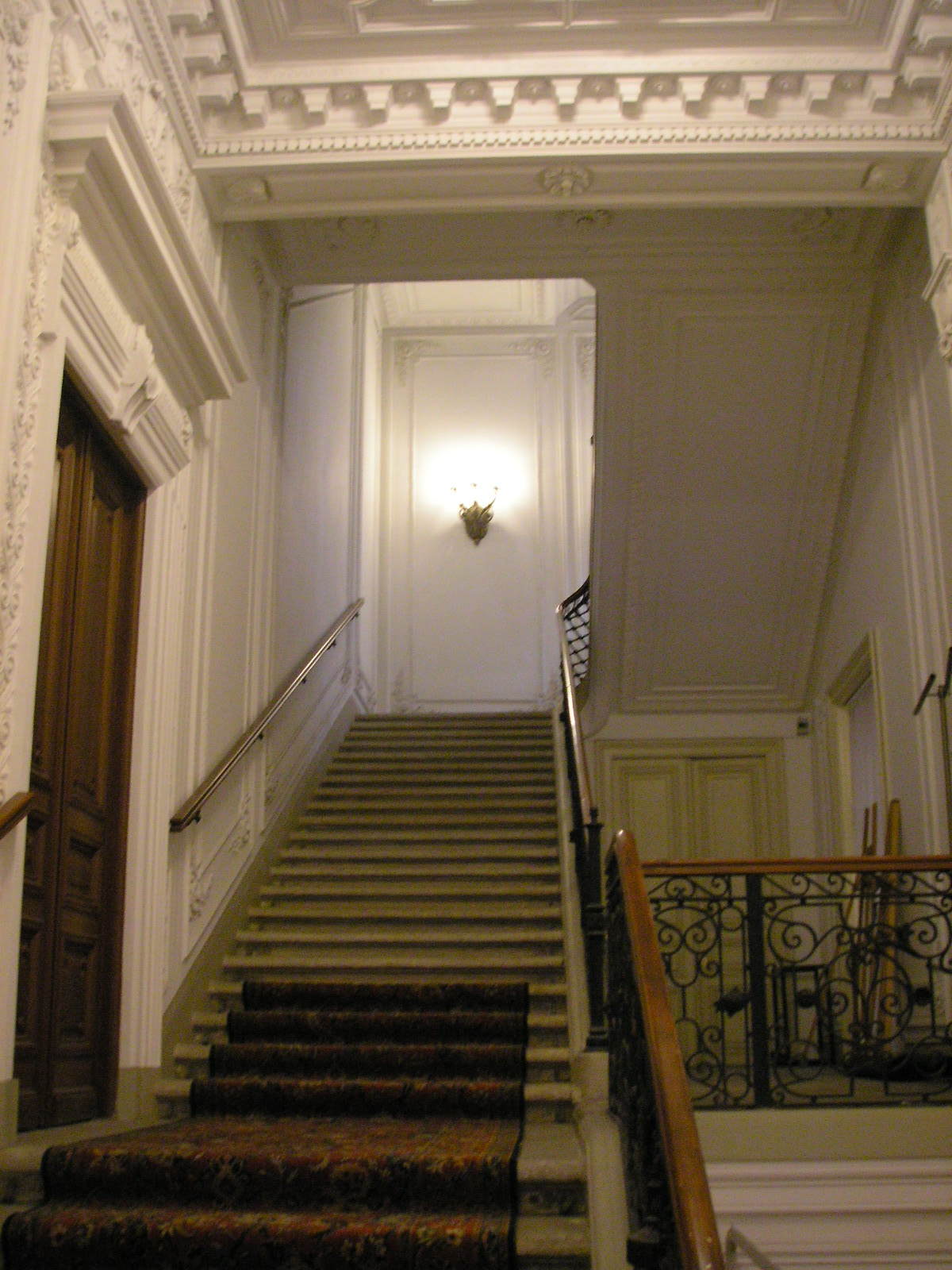
Palais Henckel von Donnersmarck
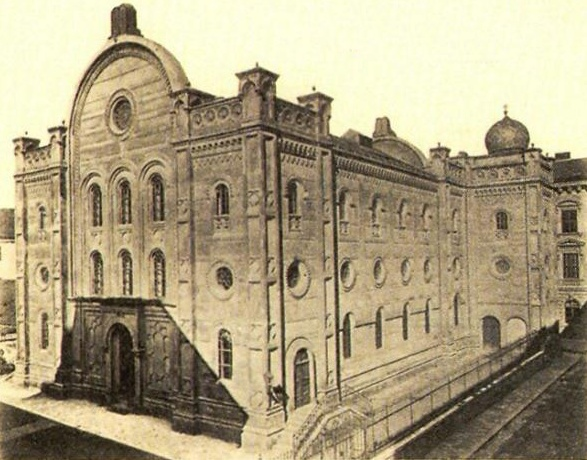
Große Synagoge in Brünn
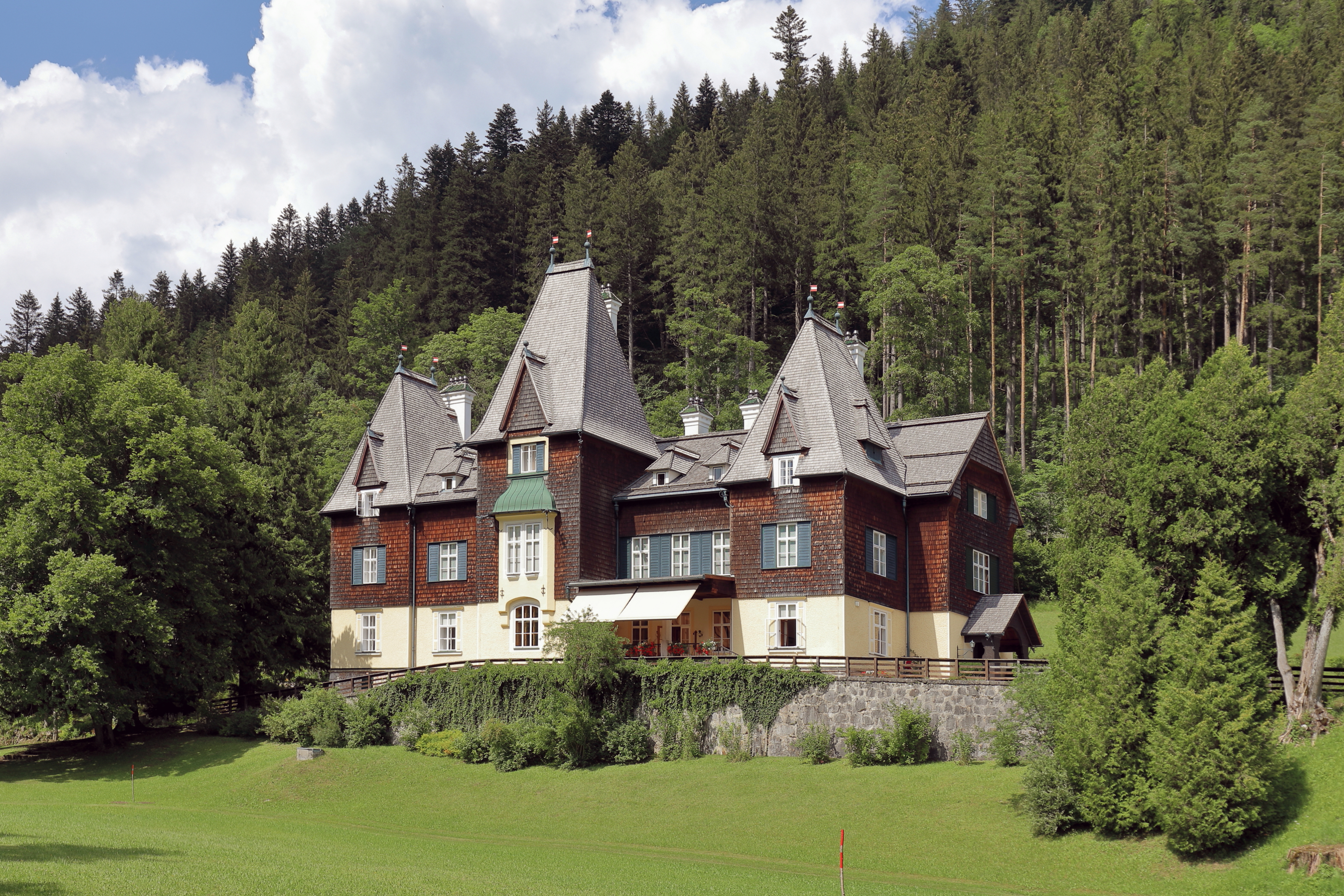
Jagdschloss Mürzsteg
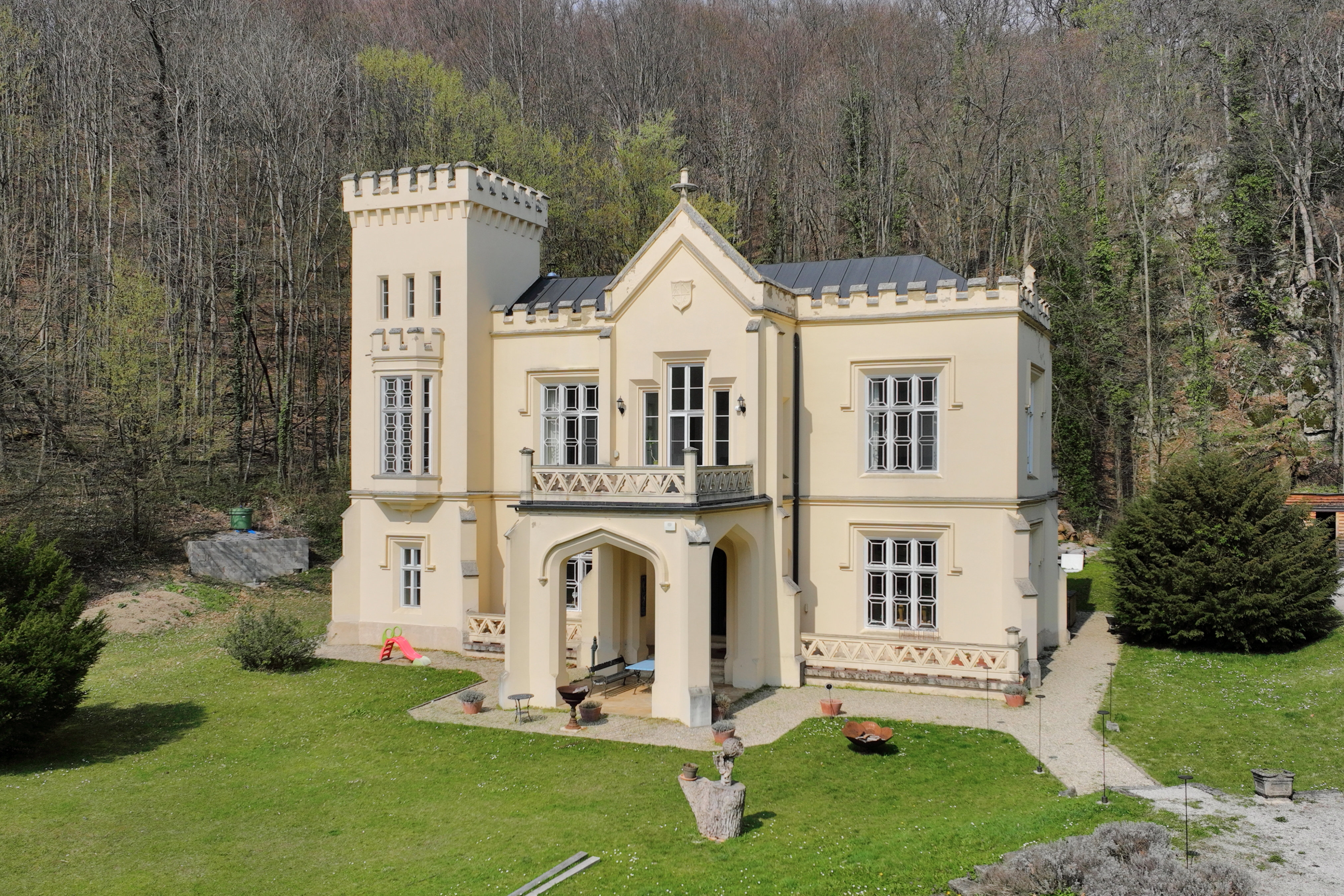
Schloss Merkenstein

Bekannte Bauwerke des Duos Romano von Ringe und Schwendenwein von Lanauberg sind in
- Wien
- 1847 Palais Hardegg, ehemals Colloredo-Mansfeld, seltener Umbau zu Mietpalais auf der Freyung.
- 1848 Palais Metternich, für Klemens Wenzel Lothar von Metternich erbaut, heute Italienische Botschaft, am Rennweg 27 im 3. Bezirk.
- 1859 Palais Festetics in Wien, in der Berggasse 16 im 9. Wiener Gemeindebezirk für die Grafen von Festetics erbaut.
- 1864 Palais Schey von Koromla, am Opernring 10 im Auftrag des Bankiers Friedrich Schey von Koromla erbaut, heute Heidi Horten Museum
- 1865 Palais Colloredo-Mansfeld, Parkring 6
- 1866 Palais Dumba, für Nikolaus Dumba, am Parkring 4, heute Wohn- und Geschäftshaus.
- 1866 Palais Allmayer-Beck, Parkring 2, Anwaltskanzleien Cerha Hempel
- 1868 Palais Ofenheim, für Viktor Ofenheim, am Schwarzenbergplatz, heute Firmensitz von Zürich Versicherung Österreich.
- 1870 Nibelungenhof, Nibelungengasse 1–3 / Friedrichstraße / Makartgasse in 1010 Wien
- 1871 Palais Henckel von Donnersmarck, Parkring 14–16 / Weihburggasse 32, früher Radisson Blue Hotel, heute Almanac Hotel

- Ungarn
- 1847 Schloss Erdődy, in Vép

- Kärnten
- 1853 Schloss Wolfsberg

- Niederösterreich
- 1844 Schloss Merkenstein, für Joachim Eduard von Münch-Bellinghausen im Tudorstil; gemeinsam mit August Schwendenwein von Lanauberg.
- 1870 Schloss Maissau
- 1894 Schloss Würmla

- Tschechien
- 1855 Große Synagoge in Brünn[1]

- Steiermark
- 1869 Jagdschloss Mürzsteg (später umgebaut)

## Orden und Ehrenzeichen
- Orden der Eisernen Krone III. Klasse am 17. Februar 1871